# Kurzawka bagienna
Kurzawka bagienna (Bovista paludosa Lév) – gatunek grzybów z rodziny purchawkowatych (Lycoperdaceae).

## Systematyka i nazewnictwo
Pozycja w klasyfikacji według Index Fungorum: Bovista, Lycoperdaceae, Agaricales, Agaricomycetidae, Agaricomycetes, Agaricomycotina, Basidiomycota, Fungi.
Synonimy:
- Bovistella paludosa (Lév.) Pat. 1902
- Calvatia paludosa (Lév.) De Toni 1888[3].

Nazwę polską podała Wanda Rudnicka-Jezierska w 1991 r.

## Morfologia
Owocnik
Młody kulistawy, z wiekiem nabiera gruszkowatego kształtu, o średnicy 1-4 (do 6) cm i wysokości do 3,5 cm, zwężona część dołeczkowata lub pomarszczona. Osłona zewnętrzna początkowo biała, z czasem szarzeje i staje się włóknista, żyłkowata, w końcu odpada – dłużej zachowuje się w zagłębieniach i dołeczkach powierzchni endoperydium. Osłona wewnętrzna pergaminowata, żółtobrązowa, czerwonobrązowa do czarnobrązowej, z wiekiem z metalicznym, szarosrebrnym połyskiem. Pęka na szczycie, tworząc nieregularny otwór z płatowatym brzegiem. Wnętrze (gleba) w miarę dojrzewania oliwkowe, oliwkowobrązowe, dojrzałe brązowooliwkowe. Podglebie komorowate, tej samej barwy co gleba. Wypełnia cała trzonowatą część owocnika i stopniowo przechodzi w glebę. Kolumelli brak.
Cechy mikroskopowe
Zarodniki kuliste lub kulistawe, punktowane do słabobrodawkowatych, żółtawe, 4-5 µm średnicy, z długą prostą, hialinową, łagodnie zwężoną na końcu sterygmą 6,5-15 µm długości i żółtą kroplą w środku. Włośnia o barwie od oliwkowobrązowej do brązowej, elastyczna, dichotomicznie rozgałęziona, przy czym boczne odgałęzienia są pętelkowato wygięte, a ich końce zwężające się i ostro zakończone. Główny pień włośni ma grubość 6-12 µm, jest krótki i tworzy oddzielną komórkę o małym świetle i grubych ścianach. Nie posiada ona jamek, ma natomiast rzekome przegrody. Brak nibywłośni.

## Występowanie i siedlisko
Opisano występowanie tego gatunku tylko w Europie. W Polsce gatunek rzadki. Do 2020 r. podano 6 stanowisk historycznych i 8 współczesnych. Aktualne stanowiska podaje także internetowy atlas grzybów. Gatunek znajduje się na Czerwonej liście roślin i grzybów Polski. Ma status V – gatunek narażony, który w najbliższej przyszłości zapewne przesunie się do kategorii wymierających, jeśli nadal będą działać czynniki zagrożenia. Znajduje się na listach gatunków zagrożonych także w Szwajcarii, Niemczech, Anglii, Estonii, Norwegii, Szwecji, Finlandii, Czechach i Słowacji. W Polsce w latach 1995–2004 objęty ochroną częściową, w latach 2004–2014 – ochroną ścisłą, od 2014 ponownie ochroną częściową.
Saprotrof. Występuje na torfowiskach oraz miejscach podmokłych z dużą zawartością wapnia, wśród mchów, na niżu i w górach. Wyrasta późnym latem i jesienią.